# Zwarte Meer
Pour les articles homonymes, voir Zwartemeer.
Le Zwarte Meer (le lac noir), est un lac de bordure des Pays-Bas à la frontière des provinces du Flevoland et de l'Overijssel, il est séparé du Ketelmeer par le barrage à soufflets de Ramspol. 

## Présentation
Le lac a été créé en 1956 lors de la construction du Flevopolder. Il est peu profond. En dehors des chenaux utilisés par la navigation, il ne fait qu'un à deux mètres de profondeur. Le long de la côte et autour de l' île aux oiseaux se trouvent quelques roselières.
Une partie du lac (283 hectares) est géré par Natuurmonumenten, principalement les rivages pour maintenir des oiseaux d'élevage tels que: le butor étoilé, le busard des roseaux, le rousserolle turdoïde et le Héron pourpré. Des roseaux sont plantés pour que les oiseaux y construisent leurs nids.
Une zone couvrant une superficie de 2169 ha est géré par Réseau Natura 2000. La zone comprend le lac, les berges de roseaux, du côté sud avec un grand marais de roseaux, Vogeleiland (l'île aux oiseaux) une île artificielle et des restes de champs de joncs.